# Blue Mitchell
Richard Allen "Blue" Mitchell (Miami, Flórida, 13 de março de 1930 – Los Angeles, Califórnia, 21 de maio de 1979) foi um trompetista de jazz e R&B norte-americano, especialmente conhecido por suas gravações nas gravadoras Riverside, Blue Note e Mainstream Records.